# Munida rugosa

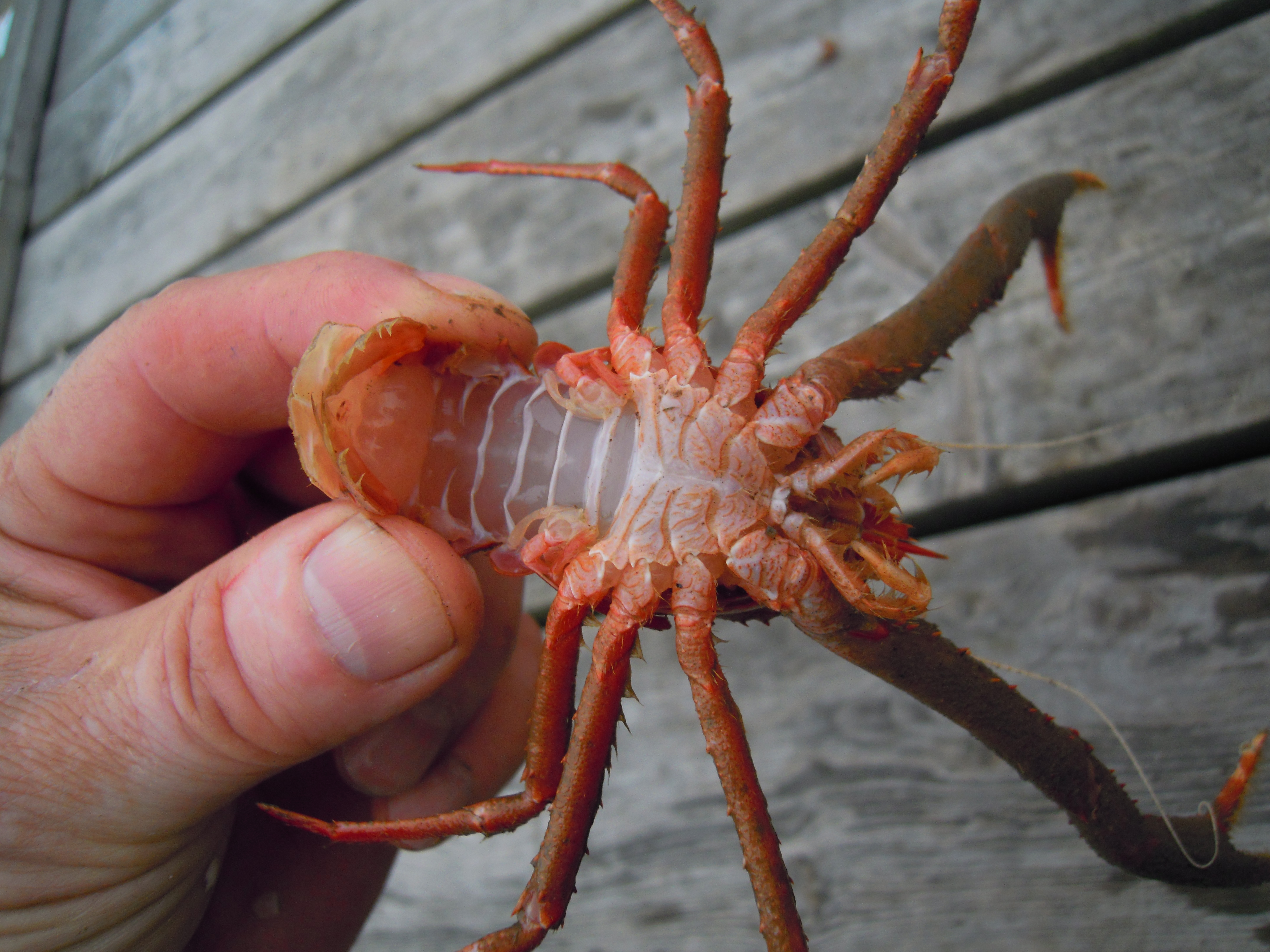
L'addome ripiegato di M. rugosa

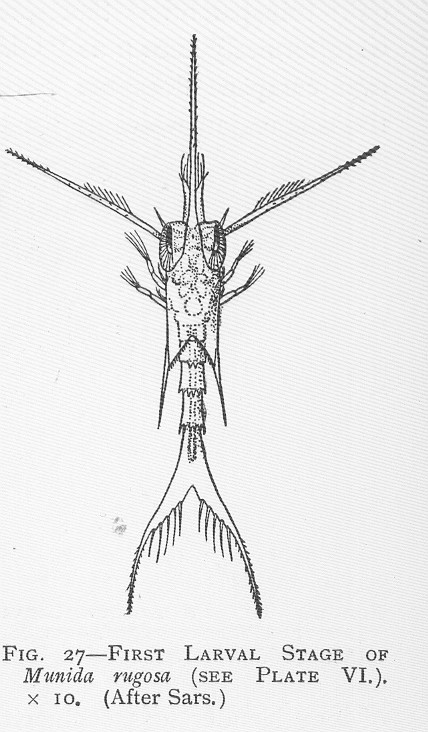
Primo stadio larvale di M. rugosa

Munida rugosa (Fabricius, 1775) è un crostaceo decapode appartenente alla famiglia Munididae diffuso nel Mediterraneo e nell'Atlantico orientale.

## Descrizione
È un anomuro dall'aspetto intermedio tra una piccola aragosta e un granchio: l'addome è ridotto ma più sviluppato che in altri galateoidi come i Porcellanidi, e viene tenuto ripiegato al di sotto del cefalotorace. La lunghezza media del corpo, addome incluso, è di circa 6 cm, anche se può arrivare a 10; il carapace ne misura in genere solo 3.
La colorazione è rossastra o color ruggine, caratteristica che ne può causare la confusione con Galathea squamifera. Le due specie possono essere comunque facilmente distinte grazie ai chelipedi, che in M. rugosa possono anche essere quattro volte più lunghi del cefalotorace. Questa specie è inoltre dotata di setole giallastre, e i dattili della chela sono bianchi.
Come le altre specie del genere Munida, M. rugosa presenta due spine sul margine frontale del carapace, e al centro un rostro spiniforme il cui margine non è dentellato; una caratteristica distintiva di questa specie è invece la mancanza di spine sul quarto segmento addominale.

## Biologia

### Predatori
I principali predatori di Munida rugosa sono pesci, sia ossei (gallinelle e carangidi come il sugarello) che cartilaginei (tra cui l'aquila di mare).

### Riproduzione
È ovipara. Nel Mediterraneo il periodo di maturità per gli esemplari femminili è tra aprile e settembre.

## Distribuzione e habitat
Ha un areale ampio che comprende il Mare del Nord, il Mar Mediterraneo e l'oceano Atlantico fino a Madera. È diffusa lungo le coste delle isole britanniche e il limite nord della sua distribuzione è costituito dalle isole Shetland e dal Sognefjord in Norvegia.
Può essere trovata tra i 50 e i 150 m di profondità; predilige i fondali ricchi di detriti, fangosi o sabbiosi, ma è anche comune su scogliere, dove è spesso associato con Serpula vermicularis.

## Tassonomia
Questa specie è stata descritta da Johan Christian Fabricius nel 1775 con il nome di Pagurus rugosus. I seguenti nomi sono sinonimi di Munida rugosa:
- Astacus bamffius (Pennant, 1777)
- Cancer rugosus (J.C. Fabricius, 1775)
- Galathea longipeda (Lamarck, 1801)
- Galathea rugosa (J.C. Fabricius, 1775)
- Munida rondeletii (Bell, 1846 [in Bell, 1844-1853])
- Pagurus rugosus (J.C. Fabricius, 1775)

Questa specie è anche nota come Munida bamffia (Pennant, 1777) e Munida bamffica (Pennant, 1777), nomi utilizzati da diversi autori per riferirsi a specie distinte.